# Teofilacto Dalasseno
Teofilacto Dalasseno (em grego: Θεοφύλακτος Δαλασσηνός; romaniz.: Theophylaktos Dalassenós; c. 990 - após 1039) foi um aristocrata bizantino que ocupou uma série de posições militares seniores no século XI. Membro da família Dalasseno, aparece pela primeira vez em 998, quando participou ao lado de seu pai na batalha de Apameia. Com a morte de seu pai em combate, ele e seu irmão Constantino foram levados prisioneiros, permanecendo 10 anos em cativeiro no Cairo fatímida.
Pelos anos 1020, foi nomeado a vários ofícios militares e administrativos seniores pelo então imperador Basílio II Bulgaróctono (r. 976–1025) e a ele foi confiada a missão de debelar a revolta organizada por Nicéforo Xífias e Nicéforo Focas Baritráquelo. Após a morte de Basílio II, segundo evidência sigilográfica, Teofilacto ainda foi nomeado a outros postos importantes, porém caiu em desgraça no reinado de Miguel IV, o Paflagônio (r. 1034–1041), em decorrência de uma suspeita de conspiração arquitetada por sua família, o que acarretou no seu banimento em 1039.

## Biografia

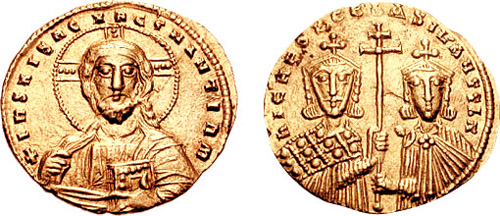
Histameno de r. e r.

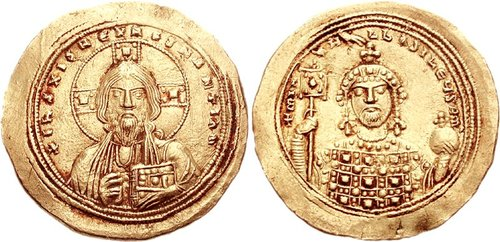
Histameno de r.

Teofilacto era filho de Damião Dalasseno, o primeiro membro atestado da distinta e aristocrática família Dalasseno. Provavelmente foi pai de Adriano, o avô materno de Ana Dalassena, a mãe do futuro imperador Aleixo I Comneno (r. 1081–1118). Teofilacto aparece pela primeira vez em 998, quando acompanhou seu pai, então duque de Antioquia, em batalha contra os fatímidas. No combate travado próximo a Apameia, Damião foi morto e Teofilacto, junto com seu irmão Constantino, foram levados presos. Eles foram então vendidos para o general fatímida Jaixe al-Samsama por 6 000 dinares de ouro e permaneceram em cativeiros pelos próximos 10 anos na capital fatímida do Cairo.
Após ser liberto, Teofilacto continuou sua carreira militar, ascendendo ao posto de drungário da guarda por 1021/1022. Em 1022, o imperador bizantino Basílio II Bulgaróctono (r. 976–1025) nomeou-o protoespatário e estratego (governador militar) do Tema Anatólico e deu-lhe dinheiro para obter tropas, com o objetivo de suprimir a rebelião de Nicéforo Xífias e Nicéforo Focas Baritráquelo. No fim, os dois rebeldes caíram e Xífias assassinou Focas. Em decorrência do colapso da revolta, Dalasseno prendeu Xífias e levou-o para Constantinopla para ser julgado.
De seus selos de ofício sobreviventes, sabe-se que ele também manteve os postos de catepano da Ibéria (provavelmente antes de 1021) e catepano de Baspracânia (após 1027). Seu último ofício, provavelmente em 1032-1034, foi de duque de Antioquia, com os postos de antípato, patrício e vestes, também atestáveis por evidência sigilográfica. O imperador Miguel IV, o Paflagônio (r. 1034–1041), contudo, suspeitou que os Dalassenos estavam conspirando para tomar o trono. a carreira de Teófilo, portanto, provavelmente terminou em 1034, e a família inteira foi banida em 1039. Outros selos registram que ele manteve a posição cortesã suprema de magistro também, mas é incerto se recebeu-o antes de 1034 ou após a morte de Miguel IV.